# Vereinstag Deutscher Arbeitervereine
Der Vereinstag Deutscher Arbeitervereine (VDAV) war ein 1863 gegründeter Dachverband von Arbeitervereinen. Er entstand als Reaktion auf die Gründung des ADAV durch Ferdinand Lassalle und stand zunächst noch eindeutig auf dem Boden der bürgerlichen demokratischen Bewegung, ehe er unter dem Einfluss von August Bebel und Wilhelm Liebknecht einen eigenständigen Weg beschritt. Er war neben der Sächsischen Volkspartei ein organisatorischer Vorläufer der sozialdemokratischen Arbeiterpartei (SDAP).

## Vorgeschichte

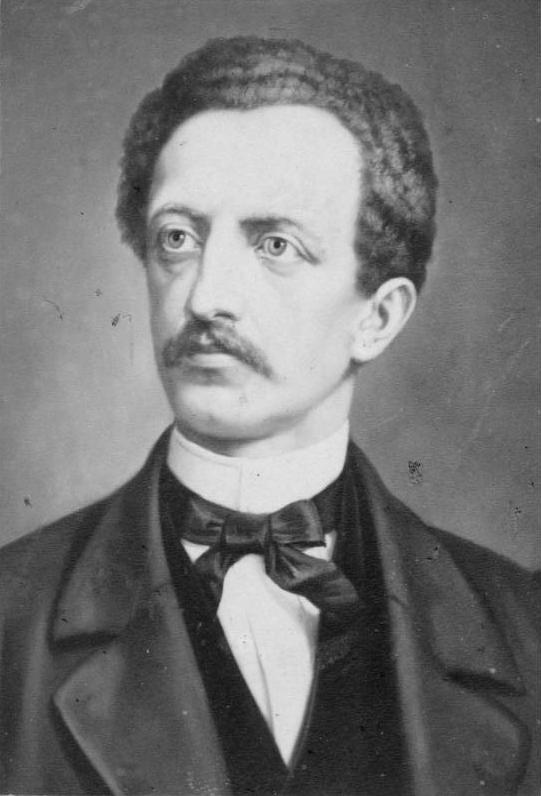
Ferdinand Lassalle

Nach der Zerschlagung der während der Revolution entstandenen Arbeiterorganisationen (Bund der Kommunisten, Allgemeine Deutsche Arbeiterverbrüderung) im Jahr 1854 wuchs mit dem Beginn der neuen Ära in Preußen (d. h. der Übernahme der Regentschaft durch den späteren König Wilhelm I.) der Spielraum für einen Neuanfang der Arbeiterbewegung. Gefördert wurde die Vereinsbewegung von den Liberalen und Demokraten. Sie sahen in der Arbeiterfrage ein temporäres Problem, nicht eine entstehende neue soziale Gruppe. Ihnen ging es daher darum, mit Hilfe von Arbeiterbildungsvereinen den Arbeitern zu einer angemessenen Bildung zu verhelfen, damit diese selbst in den gebildeten und besitzenden kleinen Mittelstand aufsteigen konnten. Die Arbeitervereine selbst waren für Liberale und Demokraten so etwas wie Vorfeldorganisationen des Nationalvereins wie Turn- und Wehrvereine. Ein Schwerpunkt der Arbeitervereinsbewegung lag dabei in Sachsen. August Bebel berichtet im Rückblick von Vereinen in Leipzig, Crimmitschau, Dresden, Frankenberg, Glauchau und anderen Orten. In Teilen Thüringens hatten sie Erfolg unter den Webern und Wirkern. Ähnlich war die Entwicklung auch in anderen Teilen Deutschlands. In Württemberg entstand etwa 1865 ein „Gauverband“ (d. h. eine landesweite Organisation). In nennenswerter Zahl gab es Vereine auch in Baden und im Königreich Hannover.
Dieser Konzeption entgegen standen jedoch Entwicklungen in Teilen der Arbeiterbevölkerung selbst, deren Vordenker zunehmend von einer „Arbeiterklasse“ sprachen. Zwar war die Zahl der Fabrikarbeiter noch sehr klein, aber diese Parolen fanden auch unter den Handwerkerarbeitern Widerhall. Einige Wortführer der Arbeiter im Nationalverein plädierten nach dem Besuch der Londoner Weltausstellung für eine eigene Interessenorganisation und luden zur Vorbereitung Ferdinand Lassalle ein. Unter dessen Einfluss entstand mit dem ADAV die erste Arbeiterpartei.
Der neuen Partei folgte freilich nur ein Teil der neu entstandenen Arbeitervereine. Als Reaktion auf die Gründung des ADAV verstärkten sich im linksliberalen und demokratischen Lager die Bemühungen zur Gründung eines Dachverbandes. Die Träger dieser Gegenbewegung einte im Wesentlichen die Gegnerschaft zu Ferdinand Lassalle. Politisch umfassten sie das gesamte Spektrum von den republikanischen Demokraten bis hin zum rechten Flügel des Liberalismus, der 1867 die Nationalliberale Partei bildete. Die im Nationalverein zusammengeschlossene liberale und demokratische Bewegung reagierte auf Lassalle mit der Gründung des Vereinstags Deutscher Arbeitervereine (VDAV).

## Organisation und Positionen

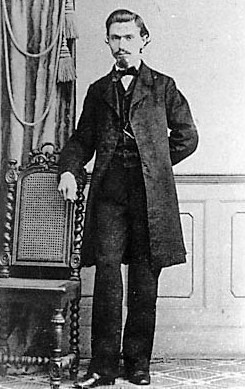
August Bebel im Jahr 1863

Der erste Vereinstag der Arbeitervereine fand am 7. und 8. Juni 1863 in Frankfurt am Main statt. Vertreten waren 110 Delegierte, 54 Vereine aus 48 Städten. Diese vertraten zusammen etwa 17.000 Mitglieder. Von Anfang an war auch hier ein breites politisches Spektrum vertreten. August Bebel aus Leipzig war ebenso vertreten wie Hermann Becker, der nach der Revolution von 1848/49 im „Kölner Kommunistenprozess“ verurteilt worden war. Hinzu kamen Eugen Richter und aus München der Verleger Julius Knorr. Auf dem ersten Vereinstag wurden Leopold Sonnemann, Max Wirth und andere in einen ständigen Ausschuss gewählt. Dabei übernahm Sonnemann als Sekretär die eigentliche Leitung. Da die neue Organisation selbst nur über wenig Mitgliedseinkünfte verfügte, wurde sie vom Nationalverein finanziell in erheblichem Maß unterstützt.
Der Vereinstag beschloss, sich zukünftig in einem jährlichen Turnus zu treffen. Gegenstand der Verhandlungen sollte alles sein, was auf die „Wohlfahrt der arbeitenden Klassen von Einfluss“ sein kann. Die Versammlung sprach sich ganz im liberalen Sinn für Gewerbefreiheit, die Gründung von Genossenschaften sowie die Einführung von Alters- und Invalidenversicherungskassen aus. Der Vereinstag empfahl, in den einzelnen Bundesstaaten Gauverbände zu gründen, was aber in Sachsen am Widerspruch der Regierung scheiterte.
Der zweite Vereinstag fand 1864 in Leipzig statt. Das Arbeitsspektrum der Bewegung macht die Tagesordnung deutlich. Auf die Diskussion der preußischen Wehrverfassung musste man auf Druck der Behörden verzichten. Gleichwohl war das Arbeitspensum beachtlich:
1. Freizügigkeit
2. Genossenschaftswesen (Konsumvereine, Produktionsgenossenschaften)
3. einheitlicher Lehrplan für die Arbeitervereine
4. Wanderunterstützungskassen
5. Altersversicherung
6. Lebensversicherung
7. Regulierung des Arbeitsmarktes d. h. Arbeitsnachweise
8. Arbeiterwohnungen
9. Wahl eines ständigen Ausschusses

Vertreten waren 47 Einzelvereine. Von diesen kamen allein 8 aus Leipzig. Hinzu kamen 3 Gauverbände aus dem badischen Oberland, aus Württemberg und dem Maingau. Seinen organisatorischen Schwerpunkt hatte der Dachverband damit außerhalb Preußens in Sachsen und Südwestdeutschland.
In den für die Geschäfte zwischen den Vereinstagen verantwortlichen Ausschuss wurden Max Hirsch, der spätere Mitbegründer der liberalen Hirsch-Dunckerschen Gewerkvereine, August Bebel, Leopold Sonnemann, der Herausgeber der Frankfurter Zeitung, sowie der Philosoph Friedrich Albert Lange gewählt.
Der dritte Vereinstag fand 1865 in Stuttgart statt. Vertreten waren 60 Vereine und ein Gauverband mit sechzig Delegierten. Die Versammlung beschloss, dass das Koalitionsrecht ein natürliches Recht sei, das nicht geschmälert werden dürfe. Außerdem sprach er sich für die Einrichtung von Produktionsgenossenschaften aus. Die Mitgliedsvereine wurden aufgefordert, sich für das allgemeine, gleiche und geheime Wahlrecht einzusetzen. Außerdem stand ein Referat zur Frauenfrage auf der Tagesordnung.
Als Organ des Verbandes diente zunächst die in Coburg erscheinende Allgemeine Arbeiterzeitung. Nachdem dieses Blatt aus wirtschaftlichen Gründen eingestellt worden war, trat 1867 an deren Stelle die in Mannheim erscheinende Arbeiterhalle.
Als ein Zusammenschluss der Arbeiterbildungsvereine war es das Ziel der bürgerlichen Demokraten und Liberalen, die Politisierung der Vereine zu verhindern, und dem eine zentral gelenkte Bildungsarbeit entgegenzusetzen. Nicht nur die Trennung der Arbeiter von der bürgerlichen Emanzipationsbewegung macht den Unterschied zum ADAV aus. Während dieser eine zentral geleitete Arbeiter- und Handwerkervereinigung darstellte, die preußisch-kleindeutsch orientiert war und soziale Staatsinterventionen forderte, war der VDAV großdeutsch orientiert und deutlich lockerer und föderativ organisiert. Der Krieg von 1866 und die damit verbundene Vorentscheidung für eine kleindeutsche Lösung hatten eine „geradezu verheerende Wirkung“ auf die Vereine.
Der vierte Vereinstag fand 1867 in Gera statt. Dort waren nur noch 37 Vereine vertreten. Allerdings gab es nunmehr 3 Gauverbände. Zentrales Thema war der Schutz der Bergarbeiter nach einem Grubenunglück im Lugauer Revier. Außerdem wurde ein neues Statut verabschiedet. An die Stelle eines ständigen Ausschusses trat ein gewählter Präsident. Der Verein, dem der Präsident angehörte, stellte dann auch den sechsköpfigen Vorstand des Vereinstages. Bei der Wahl setzte sich August Bebel mit 19 Stimmen gegen Max Hirsch mit 13 Stimmen durch.

## Konflikt und Spaltung

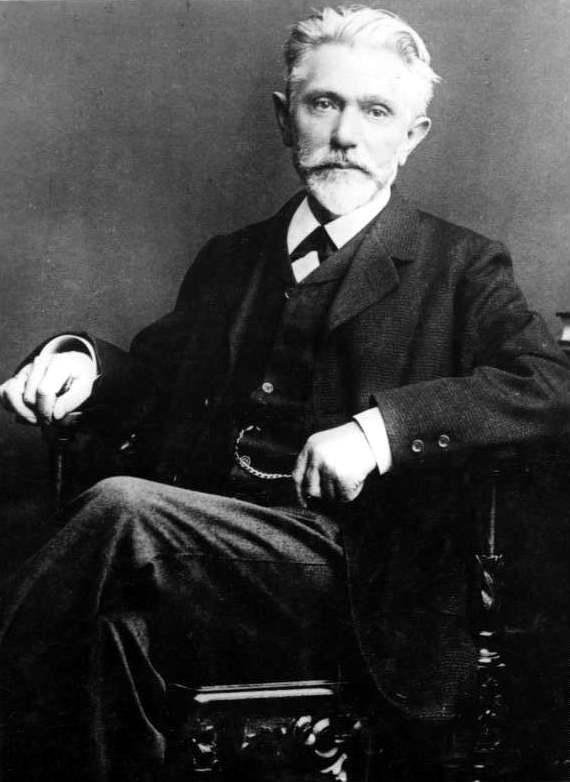
August Bebel

Das Ziel des Nationalvereins, eine Politisierung zu verhindern, erfüllte sich nicht, im Gegenteil führte der Zusammenschluss zur Herausbildung einer zweiten Arbeiterpartei. Dabei spielte auch eine Rolle, dass der Nationalverein, der bei der Gründung eine große Rolle gespielt hatte, allmählich zusammenbrach. Zur Abkehr vom reinen Bildungsgedanken gehört auch, dass im Umfeld des VDAV gewerkschaftliche Organisationen entstanden, die sich selbst Gewerkgenossenschaften nannten. Die Zusammenarbeit der Arbeiter mit der bürgerlichen Demokratie war allerdings auch in dieser Organisation je länger je mehr nicht mehr unumstritten. Ihre ursprüngliche Führungsgruppe lag in Händen von Politikern aus dem linksliberalen Spektrum. Dies änderte sich, als 1867 August Bebel den Vorsitz übernahm. Daneben spielte einige Zeit später auch der unter dem Einfluss von Karl Marx stehende Wilhelm Liebknecht eine Rolle.
Der latente Widerspruch zwischen beiden Lagern wurde auf dem fünften Vereinstag in Nürnberg 1868 offen ausgetragen. An dieser Versammlung nahmen 115 Delegierte von 93 Vereinen mit zusammen etwa 13.000 Mitgliedern teil. Unter den Gästen waren auch Vertreter der Internationalen Arbeiterassoziation (d. h. der Ersten Internationale) von Karl Marx. Bebel wurde von dem Vereinstag zum Vorsitzenden gewählt und hatte damit erheblichen Einfluss auf den Ablauf. Im Mittelpunkt der Diskussionen stand die Programmfrage. Den Befürwortern einer Trennung von den Liberalen gelang es, den Anschluss der Organisation an die Internationale durchzusetzen. Wilhelm Liebknecht begründete die angestrebte Trennung der Arbeiterbewegung von den bürgerlichen Demokraten in einer programmatischen Rede. „Weil die soziale und politische Frage untrennbar sind, erheischt das Interesse der Arbeiter, dass sie sich von ihren sozialen Gegnern auch politisch trennen.“ Die Versammlung beschloss mit 61 gegen 31 Stimmen die Anerkennung der Grundsätze der ersten Internationalen, insbesondere das Leitprinzip: „Die Emanzipation der arbeitenden Klassen muss durch die arbeiteten Klassen selbst erkämpft werden.“ Der Beschluss ließ dabei keinen Zweifel an der Kritik am bestehenden politischen System. „Die soziale Frage ist mithin untrennbar von der politischen, ihre Lösung durch diese bedingt und nur möglich im demokratischen Staat.“
Dieser Kurs führte innerhalb des VDAV zu tiefen Konflikten, und die liberalen Vertreter verließen noch während der Tagung Nürnberg. Ein Streitpunkt dabei war der von Marx propagierte Internationalismus. Dieser stand im Gegensatz zum Nationalstaatsgedanken, der auch in weiten Teilen des Verbandes eine zentrale Rolle spielte. Die liberalen Kräfte und Anhänger der bürgerlichen Demokraten verließen den VDAV. Der Rest der VDAV stand schon durch die führende Rolle Bebels der sächsischen Volkspartei nahe. Für beide Organisationen gemeinsam gab Liebknecht die Zeitschrift „Demokratisches Wochenblatt“ heraus.
Als Reaktion auf die Gründung des gewerkschaftlichen Dachverbandes des ADAV (Allgemeiner Deutscher Arbeiterschaftsverband) sowie der liberalen Hirsch-Dunckerschen Gewerkvereine veröffentlichte Bebel im November 1868 im Wochenblatt ebenfalls ein Musterstatut für Internationale Gewerksgenossenschaften. Danach sollten sich die Organisationen von unten aufbauen und sich überregional zu Verbänden zusammenschließen. An der Spitze der Gewerkschaften sollte ein Zentralvorstand stehen. Erste Organisation auf dieser Basis war die im Mai 1869 gegründete Internationale Gewerkgenossenschaft der Manufaktur-, Fabrik- und Handarbeiter mit Sitz in Leipzig.

## Übergang zur SDAP
Innerhalb des ADAV hatte die Politik des neuen Vorsitzenden Johann Baptist von Schweitzer erheblichen Widerstand ausgelöst, der dazu führte, dass zahlreiche führende Mitglieder, wie Wilhelm Bracke oder Friedrich Wilhelm Fritzsche, die Partei verließen. Im demokratischen Wochenblatt der Arbeitervereine erschien am 17. Juli 1869 ein Aufruf, der von zahlreichen ehemaligen Mitgliedern des ADAV sowie des Verbandes Deutscher Arbeitervereine, Vertretern der deutschen Arbeitervereine der Schweiz, aus Österreich, der IAA und des deutsch-republikanischen Vereins in Zürich unterschrieben worden war. Ziel war es, eine Partei der „gesamten sozialdemokratischen Arbeiter Deutschlands“ zu schaffen. Auf dem Eisenacher Parteitag vom 7. bis 9. August 1869 wurde mit der SDAP eine neue Organisation gegründet. An derselben Stelle fand der letzte Vereinstag der Arbeitervereine statt, der den Anschluss an die neue Organisation beschloss.

## Verbandstage
1. 7.–8. Juni 1863 in Frankfurt am Main. 110 Delegierte aus 54 Vereinen, die 48 Städte vertreten.
2. 23.–24. Oktober 1864 in Leipzig. 47 Vereine und drei Gauverbände.
3. 6.–7. Oktober 1867 in Gera. 36 Delegierte vertreten 37 Vereine und 3 Gauverbände.
4. 5.–7. September 1868 in Nürnberg. 115 Delegierte vertreten 93 Vereine und rund 13.000 Mitglieder.